# Rabbit Ears Pass
Rabbit Ears Pass (elevação de 2873 m) é uma passagem de alta montanha nas Rocky Mountains do Norte do Colorado, nos Estados Unidos. Seu cume tem a forma de orelhas de coelho (daí o seu nome), que exibe duas grandes colunas de formações rochosas de basalto do segundo episódio vulcânico. O Pico, chamado de Rabbit Ears Peak, é sustentado por um tufo rosa e o basalto imediatamente a oeste é coberto pelo vermelho, cinza vesicular. A brecha vulcânica ocorre apenas no Pico, que é uma grande pilha de brechas estratificadas. As três camadas basais são cortadas por um dique de basalto imediatamente abaixo do pico. De evidência petrográfica parece haver um período de fluxos de lava e esta superfície pode ser vista em Rabbit Ears Peak.
A área do Rabbit Ears Pass abrange 56 milhas quadradas no centro-norte do Colorado, na junção do Rabbit Ears Range e do Park Range.